# Porona fidoniata
Porona fidoniata là một loài bướm đêm trong họ Geometridae.